# Zethes nagadeboides
Zethes nagadeboides är en fjärilsart som beskrevs av Embrik Strand 1920. Zethes nagadeboides ingår i släktet Zethes och familjen nattflyn. Inga underarter finns listade i Catalogue of Life.